# Pink Venom
Singles de Blackpink
Lovesick Girls
(2020) Shut Down
(2022)
Pink Venom est une chanson enregistrée par le girl group sud-coréen Blackpink. Il sort le 19 août 2022 via YG Entertainment et Interscope Records, en tant que premier single du deuxième album studio du groupe, Born Pink (2022). Il s'agit d'une chanson hip-hop, pop rap, dance et EDM qui intègre des instruments traditionnels coréens, une production inspirée du hip-hop des années 90 et de l'electropop. Le morceau est écrit par son producteur 24, R. Tee et Ido, aux côtés de Teddy et Danny Chung. Au niveau des paroles, il exprime la confiance et le charme mortel de Blackpink.
Pink Venom reçoit des critiques généralement favorables de la part de critiques qui louent sa production globale et ses références lyriques. Commercialement, il culmine à la première place du classement Billboard Global 200 pendant deux semaines, devenant ainsi le premier hit numéro un par un groupe de filles. En Corée du Sud, le morceau domine le palmarès des chansons sud-coréennes de Billboard pendant deux semaines et atteint la deuxième place du Circle Digital Chart. Elle devient la première chanson d'un groupe de K-pop à figurer en tête du classement australien des singles ARIA et domine les charts à Hong Kong, en Indonésie, en Malaisie, aux Philippines, à Singapour, à Taiwan et au Vietnam. Le morceau atteint également le top dix au Canada, en Croatie, en Hongrie, au Japon et en Nouvelle-Zélande, et la vingt-deuxième place du Billboard Hot 100 américain et du UK Singles Chart. Il est ensuite certifié platine au Canada et or en Australie et au Japon. Un clip vidéo d'accompagnement est réalisé par Seo Hyun-seung et diffusé avec le single lui-même sur la chaîne YouTube de Blackpink. Il reçoit 90,4 millions de vues en 24 heures, soit le meilleur début en 24 heures pour un clip vidéo en 2022.

## Contexte et version
Le 6 juillet 2022, YG Entertainment annonce que Blackpink est en train de terminer l'enregistrement de son nouvel album et se prépare à tourner un clip vidéo à la mi-juillet pour une sortie en août. Le label confirme également que le groupe se lancera dans la plus grande tournée mondiale d'un girl group de K-pop de l'histoire. Le 31 juillet, YG Entertainment publie officiellement la bande-annonce de l'album via les comptes de médias sociaux officiels du groupe, annonçant que la tournée mondiale débutera en octobre, après une présortie du single en août et l'album lui-même en septembre. Le label confirme plus tard que deux vidéoclips ont été tournés pour soutenir l'album, avec apparemment les budgets de production les plus élevés jamais investis dans un clip vidéo. Le 7 août 2022, il est annoncé que le single sera intitulé Pink Venom et sortira le 19 août.
Le 10 août, deux séries d'affiches teaser des membres sont publiées sur les comptes de médias sociaux officiels de Blackpink,. Les 11 et 12 août, deux séries de vidéos teasers conceptuelles sont publiées pour chaque membre,. Le 13 août, le générique de la chanson est rapporté via une affiche teaser avec les quatre membres réunis. Une nouvelle vidéo conceptuelle est présentée un jour plus tard, montrant les quatre membres piégés dans une boîte en verre. Le 17 août, le teaser du clip est publié. Le 19 août, le clip est créé et diffusé parallèlement au #PinkVenomChallenge.

## Composition
Pink Venom est écrite par Teddy Park et Danny Chung et composé par Teddy, 24 ans, R. Tee et Ido, tandis que la production est assurée par 24, R. Tee et Ido. C'est une chanson de danse, d'EDM, de hip-hop et de pop-rap qui incorpore des instruments traditionnels coréens tels que le Kŏmun'go,,. La chanson est influencée par le hip-hop et l'electropop des années 90. En termes de notation musicale, la chanson est écrite dans la tonalité de do mineur et a un tempo de 90 battements par minute. Au niveau des paroles, il exprime la confiance et la double identité de Blackpink, à la fois douces et mortelles. Sur le titre du morceau, Jennie a commenté : « Puisque « rose » et « venin » ont des images contradictoires, nous avons pensé qu'elles nous rappelaient un peu… C'est du venin rose, un joli poison, ce sont les mots qui nous expriment le plus ». Pink Venom comprend trois références lyriques : Jennie ouvre le premier couplet avec « Kick in the door, waving the coco (« Ouvre la porte à coup de pied, agite le coco ») », un jeu de mots sur « Kick in the door, wavin' the .44 (« Ouvre la porte à coup de pied, agite le .44 ») » issue de Kick in the Door de The Notorious B.I.G., tandis qu'un des couplets de Lisa interpole les paroles « One by one, then two by two (« Un par un, puis deux par deux ») » de Pon de Replay de Rihanna. La dernière référence est le couplet de Rosé « Look what you made us do » jouant sur la référence à Look What You Made Me Do, la chanson de Taylor Swift de 2017.

## Réception critique
Jon Caramanica du New York Times déclare que la chanson « a le confort de l'anarchie » Il ajoute : « Toutes les quatre mesures, une nouvelle approche entre : l'élasticité familière de la K-pop, des thèmes lâches du Moyen-Orient, du rock criard, du rap de la côte ouest, et plus encore. Elle existe là où le maximalisme dépasse la philosophie pour devenir esthétique. »
. Tanu I. Raj de NME déclare que Pink Venom est un « aperçu prometteur de leur nouvelle ère » Lauren Puckett-Pope écrivant pour Elle écrit : « La chanson est accrocheuse mais déconcertante, un mélange désorientant de rap, de voix flottantes et d'un refrain anti-drop, avec quelques easter eggs choisis dans les paroles. » Alex Ramos de Pitchfork déclare que la chanson « impressionne par sa fanfaronnade et ses influences » et loue l'utilisation de références lyriques des allant des 1990 aux années 2000. Charlie Harding de Vulture note que « La chanson est un hommage maximaliste au hip-hop et à la pop classique qui intensifie la tendance récente de l'échantillonnage et de l'interpolation lourds. Tout comme Blackpink s'installe sur un son, le groupe inverse le scénario dans le deuxième couplet avec un moog plaintif de style G-funk flottant sur un rythme hip-hop des années 90 qui rappelle Work It de Missy Elliott, mais toutes ces références occidentales sont équilibrées avec des sons coréens. ». Rob Sheffield de Rolling Stone note que « Pink Venom a explosé cet été, leur hit le plus éclatant à ce jour, alternant entre l'anglais et le coréen - elles se pavanent avec le panache explosif d'un groupe de glam-métal vintage des années 80, au niveau de Poison ou Motley Crue, surtout quand Rosé proclame "Je suis tellement rock and roll ! roll !". ». À l'inverse, Park Soo-jin d'IZM évalue la chanson de manière défavorable, estimant que Pink Venom montre Blackpink « se précipitant pour créer une image, pas une chanson », et exprime qu« il y a un sentiment de fatigue de la part de ceux qui veulent regarder plus haut. ». En la classant au 35e rang de sa liste des 100 meilleures chansons de 2022, Rolling Stone qualifie la chanson d'« hymne de l'enfer incroyablement amusant, plein de glam hair-metal des années 80 ».
| Critique/Publication | Liste                                                                   | Rang | Ref.   |
| -------------------- | ----------------------------------------------------------------------- | ---- | ------ |
| Billboard            | Les 25 meilleures chansons K-Pop de 2022                                | 4    | [ 28 ] |
| Elle Inde            | Top 10 des clips vidéo K-Pop les plus en vogue de 2022                  | 1    | [ 29 ] |
| Hypebae              | Meilleures chansons et vidéoclips K-Pop de 2022                         |      | [ 30 ] |
| Mashable             | 14 des performances K-Pop les meilleures et les plus influentes de 2022 |      | [ 31 ] |
| Rolling Stone        | Le Top 100 des meilleures chansons de 2022                              | 35   | [ 27 ] |
| The Korea Herald     | Faits saillants de la K-Pop en 2022                                     | 1    | [ 32 ] |
| The National         | Les meilleures chansons K-pop de 2022                                   |      | [ 33 ] |
| The Telegraph        | Top 20 des succès K-Pop de l'année                                      | 2    | [ 34 ] |
| Time Out             | Les 22 meilleures chansons de 2022                                      | 5    | [ 35 ] |

## Performances commerciales

### Asie
En Corée du Sud, Pink Venom fait ses débuts à la 32e place lors de la semaine 34 du Circle Digital Chart pour la période du 14 au 20 août, avec moins de deux jours de suivi. La semaine suivante, il atteint la 2e place pour la période du 21 au 27 août, devenant ainsi le septième succès de Blackpink. Au Japon, la chanson entre à la 4e place du Oricon Daily Digital Singles Chart le 19 août. Il se vend ensuite 3 236 téléchargements au cours de la période du 15 au 21 août, faisant ses débuts à la 16e placedu classement numérique hebdomadaire et accumule 3 068 603 flux la faisant devenir la 29e chanson la plus écoutée dans le pays cette semaine-là. Il fait ses débuts au numéro 22 du Billboard Japan Hot 100 et culmine à la 10e place la semaine suivante, grimpant de 90 à 7 pour la radio, de 58 à 14 pour le streaming et de 6 à 2 pour la vidéo. La chanson fait aussi ses débuts à la 1re place à Hong Kong, à Taiwan, en Indonésie, en Malaisie, à Singapour, aux Philippines, au Vietnam et en Inde.

### Amérique du Nord
Pink Venom entre dans le Billboard Hot 100 américain à la 22e place, devenant ainsi la chanson solo la mieux classée d'un groupe de filles de K-pop. Il s'agit de la huitième entrée de la carrière de Blackpink et de son quatrième succès dans le top 40 du classement. La chanson fait ses débuts à la 9e place sur Streaming Songs avec 14,3 millions de streams, devenant ainsi le deuxième top dix du groupe et leur première chanson solo à le faire. Blackpink conserve son record en tant que seul groupe féminin de K-pop et premier groupe féminin depuis 2013 à figurer dans le top dix des chansons en streaming. La chanson fait également ses débuts à la 3e place du Digital Songs avec 11 000 téléchargements vendus et attire 359 000 audiences radio au cours de sa première semaine. La chanson figure sur le Billboard Hot 100 pendant un total de six semaines, devenant ainsi la chanson d'un groupe de K-pop à rester le plus longtemps dans ce classement. La chanson fait également ses débuts à la 4e place du classement Canadian Hot 100, faisant de Blackpink le premier groupe féminin de K-pop à figurer dans le top dix du pays, et reste dans le classement pendant un total de neuf semaines.

### Mondial
Dès sa sortie, Pink Venom bat le record de la chanson la plus écoutée sur Spotify par une artiste féminine en une seule journée en 2022, avec 10,79 millions de streams. Cela devient la première chanson d'une artiste de K-pop féminine à figurer en tête du classement Global Top Songs de Spotify et la première chanson de K-pop à figurer en tête du classement pendant plusieurs jours. De plus, elle dépasse les 100 millions de streams sur la plateforme en 17 jours, devenant ainsi la chanson la plus rapide à atteindre cet objectif par une artiste féminine de K-pop.
Pink Venom fait aussi ses débuts à la 1re place du Billboard Global 200 avec 212,1 millions de streams et 36 000 téléchargements vendus, ce qui vaut à Blackpink le premier numéro un du classement et le deuxième plus grand total de streaming hebdomadaire mondial de l'histoire du classement. La chanson fait également ses débuts au numéro un sur Global Excl. États-Unis avec 198,1 millions de streams et 27 000 téléchargements vendus, ce qui vaut au groupe son deuxième numéro un du classement après Lovesick Girls. Avec cela, Blackpink devient le troisième acte à atteindre plusieurs numéros un dans le classement, après BTS et Justin Bieber. Pink Venom est en tête des deux classements pour une deuxième semaine avec 108,4 millions de flux et 7 000 téléchargements dans le monde, et 99,5 millions de flux et 5 000 téléchargements en dehors des États-Unis, devenant ainsi la première chanson en langue coréenne à figurer en tête de l'un ou l'autre des classements pendant plusieurs semaines,. La chanson est en tête du Global Excl. États-Unis pour une troisième semaine avec 69,2 millions de streams et 3 000 téléchargements vendus. La chanson figure dans le classement Billboard Global 200 pendant un total de 26 semaines. En Australie, Pink Venom fait ses débuts au numéro un du ARIA Singles Chart du 29 août, faisant de Blackpink le premier groupe de K-pop à figurer en tête du classement et le premier artiste coréen à le faire depuis Psy avec Gangnam Style. Pink Venom fait également ses débuts à la 22e place du UK Singles Chart, le septième succès du groupe dans le top 40 au Royaume-Uni.

## Clip musical
Un teaser du clip vidéo de 24 secondes pour Pink Venom est publié le 17 août 2022, suivi du clip officiel le 19 août, tous deux sur la chaîne YouTube officielle de Blackpink. Le clip est réalisé par Seo Hyun-seung, un collaborateur fréquent du groupe. À sa sortie, elle atteint 90,4 millions de vues en 24 heures, dépassant le précédent record détenu par leur propre morceau How You Like That (2020) pour la vidéo la plus vue d'une artiste féminine en une seule journée,. Il réalise également la meilleure première d'un clip en 2022 et la troisième meilleure de tous les temps. La vidéo atteint 100 millions de vues en 29 heures, dépassant How You Like That comme le clip vidéo le plus rapide d'une artiste féminine à atteindre cette marque. Une vidéo des coulisses du tournage est diffusée le 19 août.
Au début du clip, Jisoo, vêtu d'un hanbok avec une touche contemporaine, joue une mélodie sur un kŏmun'go tout en étant entouré de rangées de personnages agenouillés à capuche noire portant des casques VR et scandant le nom "Blackpink". Jennie traverse un mur de béton dans un monster truck et se pavane sur un tapis rouge devant le camion, vêtue d'une robe rouge transparente. Ensuite, Lisa entre dans une pièce à l'intérieur d'une pyramide, où elle cueille une pomme noire sur un arbre et la mange ; ses yeux deviennent roses dès la première bouchée. Rosé apparaît dans la scène suivante, tirant un cœur noir d'un jet d'eau noire dans un environnement orageux. Lisa et Jennie rappent ensuite ensemble ; Lisa porte un maillot de basket court d'inspiration streetwear et une salopette en jean, et Jennie porte un maillot court du Manchester United FC. Au cours de leurs couplets suivants, Jisoo incarne un vampire et Rosé joue de la guitare électrique dans une grotte éclairée par le feu. Durant le chœur, les membres du groupe interprètent ensemble la chorégraphie dans divers contextes, notamment une violente tempête de sable et une jungle.

### Entraînement de danse
La vidéo de pratique de la danse sort le 23 août 2022 ; la vidéo se compose des quatre membres réalisant la chorégraphie complète, entourés d'un ensemble de danseurs vêtus de noir. Le spectacle est chorégraphié par Kiel Tuten et Sienna Lalau, qui ont déjà travaillé avec Twice, Aespa et BTS,. De plus, des « danseurs branchés » tels que le chorégraphe YGX Leejung Lee et Taryn Cheng travaillent ensemble pour mener à bien le projet.

## Spectacles live et promotion
Le 17 août, YG Entertainment dévoile le calendrier de la campagne "Light Up the Pink" du groupe, dans laquelle plusieurs monuments du monde entier seront illuminés en rose pour promouvoir la chanson, à partir du 18 août. Le même jour, Blackpink s'associe à YouTube Shorts pour lancer le #PinkVenomChallenge, pour célébrer la sortie du clip vidéo de Pink Venom. Le 28 août 2022, Blackpink interprète Pink Venom pour la première fois durant le Inkigayo sur SBS. Le même jour, Blackpink interprète le morceau aux MTV Video Music Awards 2022 à Newark, marquant ainsi leurs débuts aux États-Unis et faisant d'eux le premier groupe féminin de K-pop de l'histoire à se produire lors de la cérémonie. Billboard la classe deuxième meilleure performance de la cérémonie de remise des prix. Pink Venom est inclus dans la setlist de la tournée mondiale Born Pink de Blackpink à partir d'octobre 2022. Le 28 janvier 2023, le groupe interprète la chanson avec le violoncelliste français Gautier Capuçon lors de l'événement caritatif Le Gala des Pièces Jaunes organisé par Brigitte Macron, à Paris. En avril et juin 2023, Blackpink interprète Pink Venom comme chanson d'ouverture de leurs sets en tête d'affiche du Coachella Valley Music and Arts Festival à Indio, en Californie et du BST Hyde Park à Londres,.

## Crédits et personnel
- Blackpink – chant, directrices créatives
- Teddy – compositeur, parolier, exécutif
- Danny Chung - parolier
- 24 – compositeur, arrangeur, clavier, mixage
- R. Tee – compositeur, arrangeur, clavier, mixage
- Ido – compositeur, arrangeur, batterie, mixage
- Youngju Bang – ingénieur de production

## Classements
| Classement (2022)                       | Meilleure position |
| --------------------------------------- | ------------------ |
| Argentine (Argentina Hot 100)           | 32                 |
| Australie (ARIA)                        | 1                  |
| Autriche (Ö3 Austria Top 40)            | 28                 |
| Brésil (Billboard)                      | 18                 |
| Canada (Hot 100)                        | 4                  |
| Croatie (Billboard)                     | 10                 |
| Tchéquie (IFPI Rádio)                   | 51                 |
| Finlande (Suomen virallinen lista)      | 54                 |
| France (SNEP)                           | 44                 |
| Allemagne (Media Control AG)            | 32                 |
| Grèce (IFPI)                            | 9                  |
| Hong Kong (Billboard)                   | 1                  |
| Hongrie (Rádiós Top 40)                 | 5                  |
| Inde (IMI)                              | 1                  |
| Indonésie (Billboard)                   | 1                  |
| Irlande (IRMA)                          | 23                 |
| Italie (FIMI)                           | 94                 |
| Japon (Hot 100)                         | 10                 |
| Japan Combined Singles (Oricon)         | 16                 |
| Lituanie (AGATA)                        | 11                 |
| Luxembourg (Billboard)                  | 20                 |
| Malaisie (Billboard)                    | 1                  |
| Mexique (Billboard)                     | 21                 |
| Pays-Bas (Single Tip)                   | 2                  |
| Nouvelle-Zélande (Recorded Music NZ)    | 9                  |
| Panama (PRODUCE)                        | 17                 |
| Philippines (Billboard)                 | 1                  |
| Pérou (Billboard)                       | 13                 |
| Portugal (AFP)                          | 26                 |
| Roumanie (Billboard)                    | 16                 |
| Singapour (RIAS)                        | 1                  |
| Slovaquie (Singles Digitál Top 100)     | 20                 |
| Afrique du Sud (RISA)                   | 38                 |
| Corée du Sud (Circle)                   | 2                  |
| Espagne (PROMUSICAE)                    | 75                 |
| Suède (Sverigetopplistan)               | 1                  |
| Suisse (Schweizer Hitparade)            | 41                 |
| Taïwan (Billboard)                      | 1                  |
| Turquie (Billboard)                     | 11                 |
| Royaume-Uni (UK Singles Chart)          | 22                 |
| États-Unis (Hot 100)                    | 22                 |
| US World Digital Song Sales (Billboard) | 1                  |
| Vietnam (Vietnam Hot 100)               | 1                  |

| Classement (2022)     | Meilleure position |
| --------------------- | ------------------ |
| Corée du Sud (Circle) | 3                  |

| Classement (2022)         | Position |
| ------------------------- | -------- |
| Global 200 (Billboard)    | 94       |
| Corée du Sud (Circle)     | 41       |
| Vietnam (Vietnam Hot 100) | 9        |

| Classement (2023)           | Position |
| --------------------------- | -------- |
| Global Excl. US (Billboard) | 106      |

## Historique des versions
| Région     | Date         | Format                       | Étiquette       | Ref.    |
| ---------- | ------------ | ---------------------------- | --------------- | ------- |
| Divers     | 19 août 2022 | Téléchargement et streaming  | YG / Interscope | [ 4 ]   |
| Italie     | 26 août 2022 | Diffusion radio              | Universal       | [ 123 ] |
| États-Unis | 30 août 2022 | Radio à succès contemporaine | YG / Interscope | [ 124 ] |